# El sastre
Este retrato de El sastre es uno de los cuadros más conocidos del pintor italiano Giovanni Battista Moroni. Está realizado sobre lienzo. Mide 97 cm de alto y 74 cm de ancho. Fue pintado entre 1565 y 1570, encontrándose actualmente en la National Gallery de Londres, Reino Unido.
Los retratos fueron la especialidad de Giovanni Battista Moroni, muy influidos por la obra de su maestro, Moretto da Brescia, así como la de Tiziano y Lorenzo Lotto. Retrató a nobles de provincias, pero también, como en este caso, a un artesano, un sastre de la familia Fenaroli, en una imagen cotidiana. Tiene una honda capacidad de penetración psicológica.
Este famoso retrato se exhibió en el Museo del Prado de Madrid, con motivo de una exposición colectiva sobre Retratos del Renacimiento (2008).